# Forgiatura

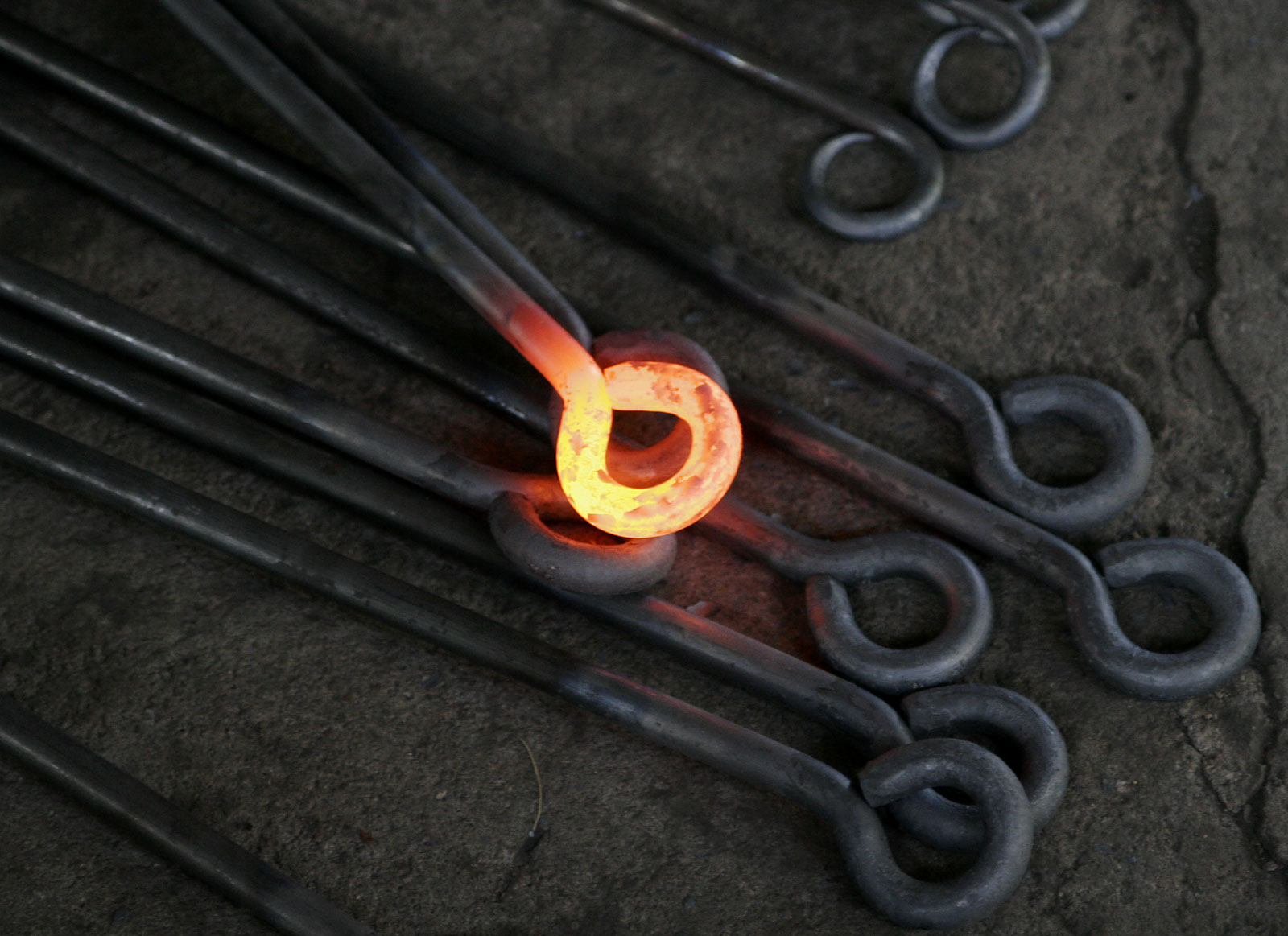
Manufatti in metallo forgiato

La fucinatura è un processo di produzione industriale di trasformazione per deformazione plastica di pezzi metallici a sezione varia, solitamente portati ad alta temperatura (superiore alla temperatura di ricristallizzazione) e lavorati quindi con ripetuti colpi di un maglio o una pressa per forgiatura, che cambiano permanentemente la forma del pezzo, senza portarlo a rottura.
Si tratta di lavorazioni di stampaggio a caldo dei metalli o leghe metalliche partendo da un semilavorato portato a condizioni di maggior plasticità (effetto dato dalla temperatura), ad esempio una billetta o un lingotto. La forgiatura/fucinatura sono lavorazioni molto diverse dalla pressofusione o dalla fusione in forme a perdere dove il materiale è portato allo stato liquido.
Ad esempio per un acciaio la lavorazione avviene in corrispondenza della transizione da ferrite (soluzione solida interstiziale costituita da ferro alfa e carbonio) ad austenite (soluzione solida di carbonio nel ferro gamma).
Lo scopo di tale lavorazione è la produzione di sbozzati e semilavorati massivi, che saranno poi successivamente portati a dimensione finale tramite lavorazioni alle macchine utensili o tramite più precise e successive lavorazioni per deformazione plastica.

## Effetti
L'affinamento del grano cristallino metallico austenitico (gamma), tramite le pressioni applicate ad alte temperature si frattura in più parti. Sui confini del grano comincia poi con il raffreddamento la trasformazione in perlite (il carbonio ha una maggiore solubilità nel solido di ferro gamma e durante la trasformazione precipita aggregandosi in Fe3C, formando lamelle di cementite e ferrite variamente mescolate fra loro: la perlite).
La resistenza meccanica del materiale forgiato rispetto al perlitico normale aumenta per due effetti:
- lo sforzo di progetto si distribuisce su una superficie (calcolata sul bordo dei grani cristallini) che è maggiore quando il grano è fine;
- il comportamento del pezzo risente meno della durezza leggermente diversa fra i vari grani. Si ricorda che la frattura ha innesco in corrispondenza dei grani più rigidi e grandi.

## Forgiatura a stampo
Una variante della forgiatura è la forgiatura a stampo chiuso, detta anche stampaggio.
Consiste nella trasformazione di pezzi mediante una pressa, il cui utensile è costituito da due stampi che, oltre a modificare metallurgicamente la lega in lavorazione, imprimono una geometria al pezzo lavorato, determinata dalla forma degli stampi stessi.